# Непарноніздрьові
Непарноніздрьові (Cephalaspidomorphi) — група безщелепних, запропонована в 1920-х роках і названа за назвою роду Cephalaspis («голова-панцир»). Традиційно розглядалася як клас. Більшість членів групи вимерлі, проте група цікавила сучасних біологів у зв'язку з тим, що можливо вона включає міног (Hyperoartia). Якщо це правильно, група існує з силурійського періоду до наших днів. Проте приналежність міног до цієї групи знаходиться під питанням через те, що багато робіт показали більшу спорідненість номінативної підгрупи Osteostraci до щелепних (Gnathostomata), ніж до міног, в результаті сучасні системи класифікації зазвичай виносять міног у окрему групу або навіть всі підгрупи Cephalaspidomorphi класифікують як окремі класи, хоча остаточно відносини залишаються під питанням.